# Miami (альбом)
Miami — второй студийный альбом американской группы The Gun Club, изданный в 1982 году.

## Об альбоме
Miami звучит в том же духе, что и его предшественник, но лирика стала более мрачной и меланхоличной. В записи альбома приняла участие Дэбби Харри под псевдонимом D.H. Laurence Jr. Miami нашёл отклик у американского музыканта Марка Ланегана, который сказал, что работа The Gun Club и Джеффри Ли Пирса послужила вдохновением для создания его альбома Blues Funeral. Он также назвал Miami одним из своих любимых альбомов и записал кавер-версию его заглавной песни «Carry Home» на своём альбоме I’ll Take Care of You.

## Список композиций
Первая сторона
| №  | Название                  | Длительность |
| -- | ------------------------- | ------------ |
| 1. | «Carry Home»              | 3:11         |
| 2. | «Like Calling Up Thunder» | 2:26         |
| 3. | «Brother and Sister»      | 2:57         |
| 4. | «Run Through the Jungle»  | 4:08         |
| 5. | «A Devil in the Woods»    | 3:05         |
| 6. | «Texas Serenade»          | 4:41         |

Вторая сторона
| №   | Название                 | Длительность |
| --- | ------------------------ | ------------ |
| 7.  | «Watermelon Man»         | 4:06         |
| 8.  | «Bad Indian»             | 2:35         |
| 9.  | «John Hardy»             | 3:24         |
| 10. | «The Fire of Love»       | 2:08         |
| 11. | «Sleeping in Blood City» | 3:28         |
| 12. | «Mother of Earth»        | 3:24         |

## Участники записи
- Джеффри Ли Пирс — вокал, гитара, фортепиано
- Уорд Дотсон — соло-гитара
- Роб Риттер — бас-гитара
- Терри Грэхэм — ударные
- Д. Х. Лауренс-мл. — бэк-вокал